# René Salusitano Ávila Valdez

## El Artista
René Salusitano Ávila Valdéz (nació en La Habana, Cuba, el 8 de junio de 1926. ). Murió el 21 de diciembre de 1990 en La Habana, Cuba.En 1948 cursó estudios en la Escuela Nacional de Bellas Artes “San Alejandro”, La Habana. Desde 1961 fue miembro fundador de la Unión de Escritores y Artistas de Cuba (UNEAC) y desde 1962 de la Unión de Periodistas de Cuba (UPEC). A partir de 1962 y hasta 1988 fue diseñador de créditos cinematográficos y Director de Animación. Departamento de Trucaje, Instituto Cubano del Arte e Industria Cinematográficos (ICAIC). En 1976 fungió como jurado de Intergrafik’76, Berlín, R.D.A.

## Exposiciones personales
En 1952 "Pintura Ávila Escultura Cárdenas. Palacio de los Trabajadores, La Habana. 1967 "Ávila: óleos". Lyceum, La Habana. 1971 "René Ávila. Dibujos, Jay Matamoros. Pinturas". Galería Prismat. Unión de Pintores Polacos, Cracovia, Polonia.Entre 1988-1989 muestra "Exposición de Dibujos" (itinerante). Moravani, Karlovy Vary, Berno, Kosice, Checoslovaquia.

## Exposiciones colectivas
Entre sus exposiciones colectivas se encuentran en 1947 "Esculturas, Pinturas y Dibujos de 14 expositores menores de 30 años" Prado y San José, Salón CUNAIR, La Habana. 1954 "Plástica cubana contemporánea. Homenaje a José Martí." Lyceum, La Habana. 1968 "Pittura Cubana Oggi". Istituto Italo Latinoamericano, Piazza Marconi, Roma, Italia. En 1989"Contemporary Cuban Art". Westbeth Gallery, Nueva York, EE. UU.

## Premios
En 1974 recibe el Premio ex acqueo y Medalla de la Galería Estatal de Kosice. 2nd. International Biennale of Painting Kosice, The East Slovak Gallery, Kosice, Checoslovaquia.
- Datos: Q11171289